# Dasydorylas infissus
Dasydorylas infissus är en tvåvingeart som först beskrevs av Hardy 1968.  Dasydorylas infissus ingår i släktet Dasydorylas och familjen ögonflugor. Inga underarter finns listade i Catalogue of Life.